# Anton Lipošćak
Anton Lipošćak (Odorheiu Secuiesc (mađ. Székely-Udvarhely), Rumunjska, 9. travnja 1863. – Zagreb, 24. lipnja 1924.) bio je hrvatski general austrougarske vojske i posljednji glavni vojni guverner austrijske okupacijske zone u Poljskoj.

## Životopis

### Vojna karijera
Anton Lipošćak je rođen kao sin bojnika u Odorheiu Secuiescu (mađ. Székely-Udvarhelyu), u današnjoj Rumunjskoj, 1863. Školovao se na Militär-Oberrealschule u Mährisch-Weißkirchenu, a 1880. upisao je Terezijansku vojnu akademiju u Bečkom Novom Mjestu. Diplomirao je 1883. i dodijeljen je kao poručnik 53. pješačkoj pukovniji. Bio je u istom godištu s poznatim generalima iz Prvog svjetskog rata, kao što su Klaudius Czibulka, Alfred Krauss i Kasimir Freiherr von Lütgendorf. Nakon promaknuća u čin natporučnika i završetka ratne škole (1886. – 1888.), dodijeljen je zapovjedništvu 18. pješačke brigade. U svibnju 1892. postao je satnik prvog razreda glavnog stožera. Nakon raznih zadataka promaknut je u čin pukovnika te je postao načelnik glavnog stožera XV korpusa od lipnja 1905. do listopada 1909., a nakon toga časnik glavnog stožera General-inspektorata postrojbi u Sarajevu. 1905. promaknut je u čin pukovnika. U ožujku 1909. dodijeljen mu je viteški križ Reda Leopolda, vrlo visoko i neuobičajeno odličje za pukovnika. Na toj dužnosti je promaknut u čin general-majora 1910.
Kao general-major bio je zapovjednik 72. pješačke brigade od siječnja 1911. do svibnja 1913. Njegovo zdravstveno stanje natjeralo ga je tada na povlačenje iz službe i višemjesečni dopust prije no što se vratio na dužnost kao zapovjednik 2. pješačke divizije (X korpus) krajem listopada 1913., s kojom odlazi u rat.

### Prvi svjetski rat
██ Austrijska okupacijska zona u Poljskoj, kojoj je na čelu bio Lipošćak
U svibnju 1914. promaknut je u čin podmaršala te je primio Red željezne krune 2. razreda s ratnim obilježjem (ogrlica reda željezne krune s ratnim obilježjem). Isprva je upućen na rusku bojišnicu, gdje se istakao u borbama za Lublin, Krasnik i Bansku Bistricu, a nadasve u borbama na Karpatima, u klancu Dukla Pas. U listopadu 1914. je primio Željezni križ drugog razreda od Njemačke. Zapovijedao je divizijom do siječnja 1915., kad ga je zdravstveno stanje nagnalo na napuštanje zapovjedništva. Od 22. lipnja 1915. zapovijeda 42. domobranskom pješačkom divizijom. Istakao se u novogodišnjim napadima na Ruse u sastavu XI korpusa. Položaj napušta u veljači 1916., a vraća se na dužnost u Galiciji i Bukovini u ožujku 1917. ponovno kao zapovjednik 42. domobranske pješačke divizije, do lipnja 1917. Prilikom formiranja vojne operativne grupe "Lipošćak", 19. kolovoza 1917. promaknut je u čin generala pješaštva. Njegova grupa zadržala je naziv "Gruppe Lipošćak" do listopada 1917. kad je preustrojena u IX korpus. General Lipošćak vodio je korpus do veljače 1918. kad je postao Militär-General-Gouverneur – glavni vojni guverner Poljske. Za vrijeme obavljanja te dužnosti bio je cijenjen od strane Poljaka. Njegova zasluga je očuvanje dvorca u Piotrkowu od devastacije austrougarskih vojnika. Ostao je na ovom položaju (u međuvremenu primivši Red željezne krune 1. stupnja s ratnim obilježjem) do kraja rata. U listopadu je postao pravi tajni savjetnik, tj. imenovan je članom Geheimer Rat (tajnog/zemaljskog dvorskog vijeća). Podnio je ostavku s mjesta guvernera Poljske u Lublinu 2. studenoga.

### Nakon Prvog svjetskog rata
Nakon povratka u Hrvatsku, protiv njega je montiran proces ("afera Lipošćak"). Naime, da bi zastrašili, impresionirali i psihološki "obradili" članove središnjeg odbora Narodnog vijeća SHS uoči odlučujuće sjednice 24. studenog 1918., s ciljem da čim prije izglasaju odluku o ujedinjenju sa Srbijom, Svetozar Pribićević i njegovi montirali su proces protiv Lipošćaka i još nekih časnika. Optužili su ih da kuju zavjeru protiv Narodnog vijeća s namjerom stvaranja "Vijeća vojnika, radnika i seljaka" i to obilno razglasili. Zavjeru je navodno razotkrio vođa socijalista Vitomir Korać, kojeg su htjeli vrbovati. Vijest o aferi je, uz Radićeve govore, izazvala velike nemire među narodom. Lipošćak je interniran u Mitrovici. Tijekom nemira 5. prosinca na Jelačićevu trgu, domobrani su se zauzeli i za izbavljanje Lipošćaka iz zatvora, uzvikujući "Pustite Lipošćaka!" i "Sloboda za generala Lipošćaka!". Nakon što je sve prošlo, "zavjerenike" su bez suda pustili na slobodu. Nakon puštanja iz logora, Lipošćak je bio na položaju predsjednika Prve hrvatske štedionice u Zagrebu. Nakon toga se preselio u Zagreb, gdje je i umro u lipnju 1924. u dobi od 61 godine.

## Vanjske poveznice
- Red željezne krune generala Lipošćaka, muzej u Puli[neaktivna poveznica]
- ministar predsjednik Kraljevine Poljske i dužnosnici kod Lipošćaka, 1918.